# Valfrid Nelson
Valfrid Nelson även stavningen Walfrid förekommer, född 15 april 1849 i Bjuv, Malmöhus län, död 30 mars 1930 i Helsingborg, var en svensk målare.
Han var från 1872 gift med Mathilda Hagelquist och far till Frans Nelson. Han arbetade först som lantmätare men bestämde sig för att studera konst i Köpenhamn och Frankrike. Efter studierna arbetade han några år som ritlärare vid Ängelholms elementarskola innan han flyttade till Helsingborg och blev heltidskonstnär. Han medverkade i flera av de stora nordiska konstutställningarna i Köpenhamn samt Foraarsudstillingen på Charlottenborg och i utställningen Svensk konst i Helsingborg 1903 med Helsingborgs konstförening. Han medverkade i samlingsutställningar arrangerade av Skånes konstförening, Helsingborgs konstförening och Skånska konstnärslaget. Hans konst består av porträtt, mariner med motiv från Östersjökusten och Kattegatt samt romantiskt betonade landskapsmålningar utförda i olja eller pastell. Nelson är representerad vid Helsingborgs museum, Norrköpings konstmuseum och Vänersborgs museum.